# Doxomeres diaxantha
Doxomeres diaxantha är en fjärilsart som beskrevs av Edward Meyrick 1917. Doxomeres diaxantha ingår i släktet Doxomeres och familjen praktmalar, Oecophoridae. Inga underarter finns listade i Catalogue of Life.